# Bolcocius formosanus
Bolcocius formosanus es una especie de coleóptero de la familia Zopheridae.

## Distribución geográfica
Habita en Taiwán.